# حارة شهداء السبعين الجنوبية (صنعاء)
حارة شهداء السبعين الجنوبية هي إحدى حارات حي أزال-حدة بمديرية السبعين إحد مديريات العاصمة اليمنية صنعاء، بلغ تعداد سكانها 945 نسمة حسب تعداد اليمن لعام 2004.